# Vireó botxí cellagroc
El vireó botxí cellagroc (Vireolanius eximius) és un ocell de la família dels vireònids (Vireonidae).

## Hàbitat i distribució
Viu a la selva pluvial, a l'est de Panamà, nord de Colòmbia i oest de Veneçuela.